# (728) Leonisis
(728) Leonisis – planetoida z pasa głównego asteroid.

## Odkrycie
Została odkryta 16 lutego 1912 roku w Obserwatorium Uniwersyteckim w Wiedniu przez Johanna Palisę. Nazwa Leonisis powstała przez połączenie dwóch członów: Leon (od Leo Gansa, niemieckiego chemika i przemysłowca) oraz Isis (władczyni nieba i ziemi w mitologii egipskiej). Przed nadaniem nazwy planetoida nosiła oznaczenie tymczasowe (728) 1912 NU.

## Orbita
(728) Leonisis okrąża Słońce w ciągu 3 lat i 141 dni w średniej odległości 2,25 au. Należy do rodziny planetoid Flora, nazywanej też czasem rodziną Ariadne.